# Wolframoixiolite
La wolframoixiolite è una varietà di ixiolite ricca di tungsteno.